# 恩维莱尔
恩维莱尔（法語：Engwiller，法語發音：[ɛŋvilɛʁ]）是法国下莱茵省的一个市镇，属于阿格诺-维桑堡区。

## 地理
恩维莱尔（48°53'6"N, 7°36'55"E）面积3.74 平方千米，位于法国大東部大區下莱茵省，该省份为法国大陆部分最东部的省份，是阿尔萨斯的一部分，今与上莱茵省组成了阿尔萨斯欧洲集体，其南至上莱茵省，西南接孚日省和默尔特-摩泽尔省，西接摩泽尔省，北与德国接壤，东侧沿莱茵河与德国相望。
与恩维莱尔接壤的市镇（或旧市镇、城区）包括：比乔芬、于尔维莱尔、甘布雷克特索方、金德维莱尔、米特赛姆、于唐奥方。
恩维莱尔的时区为UTC+01:00、UTC+02:00（夏令时）。

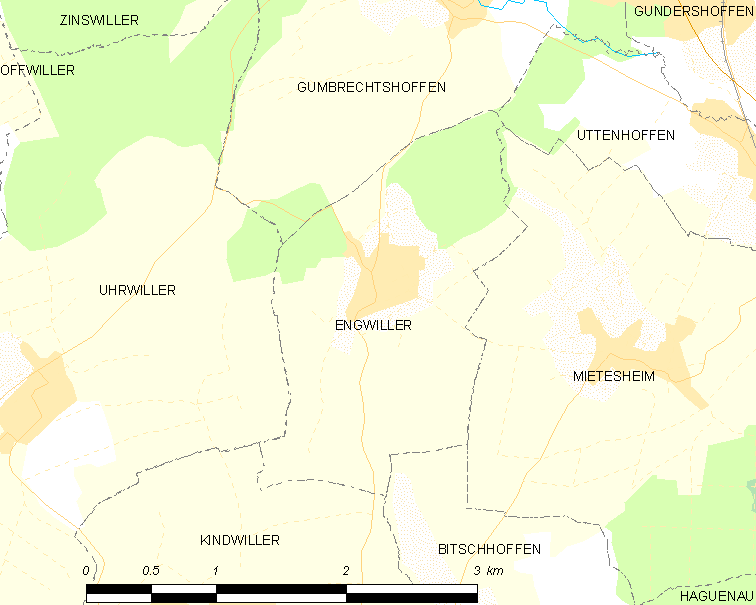
恩维莱尔的OSM定位图

## 行政
恩维莱尔的邮政编码为67350，INSEE市镇编码为67123。

## 政治
恩维莱尔所属的省级选区为賴什索芬縣。

## 人口

1962-2008年间恩维莱尔人口变化图示

恩维莱尔于2022年1月1日时的人口数量为470人。